# Alsophila tricolor
Alsophila tricolor (Colenso) R.M.Tryon, comunemente nota come felce argentata, è una felce appartenente alla famiglia delle Cyatheaceae, endemica della Nuova Zelanda. La felce è solitamente riconoscibile dal colore bianco-argento della superficie inferiore delle fronde mature. È un simbolo comunemente associato al paese sia all'estero che dagli stessi neozelandesi.

## Descrizione

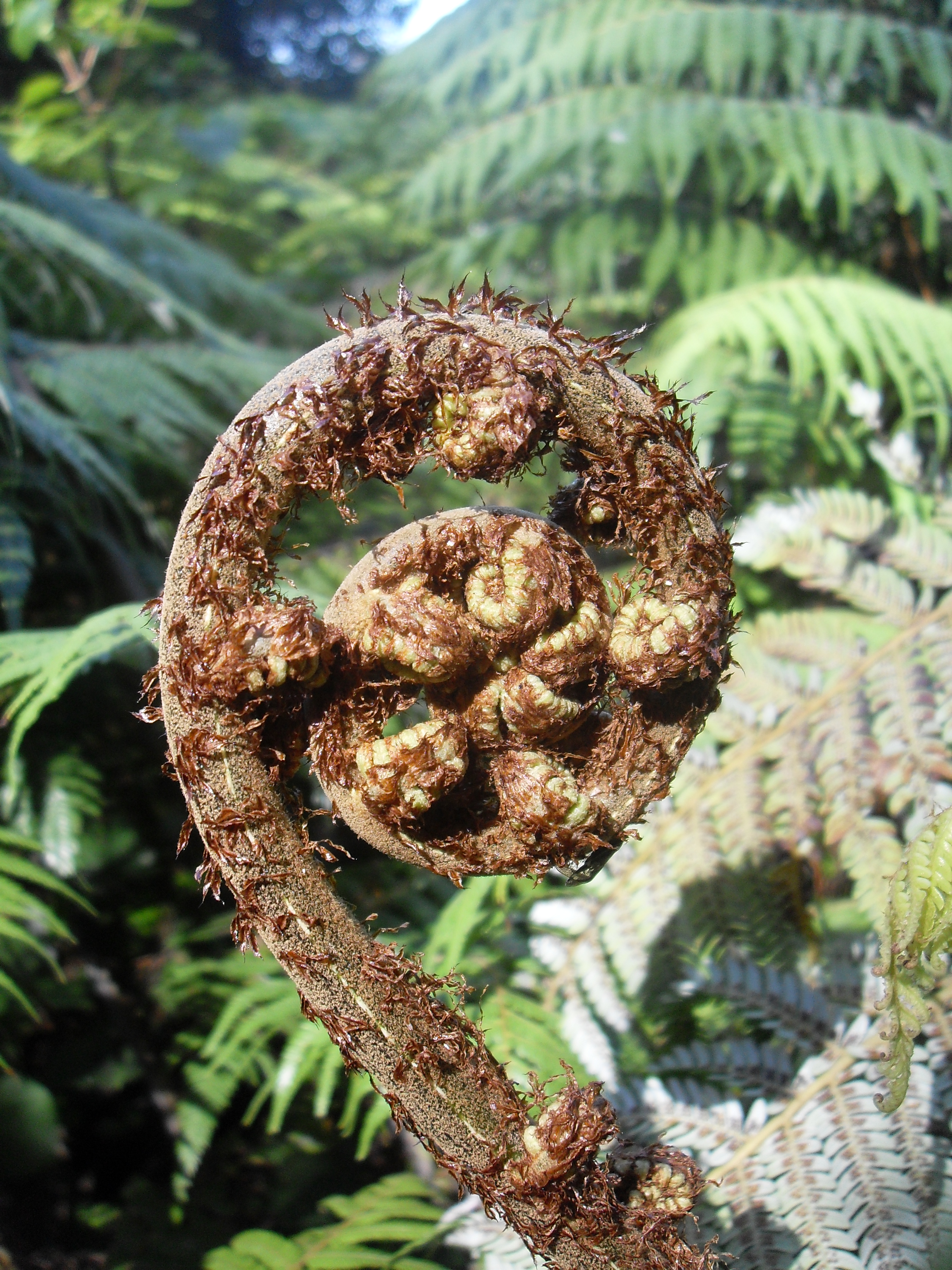
Vernazione di A. tricolor

A. tricolor è nota per crescere fino a 10 m di altezza o più (anche se occasionalmente assume una rara forma strisciante). La chioma è densa e le fronde mature tendono ad essere lunghe circa 4 m e presentano una colorazione bianco-argento sulla parte inferiore. Questa caratteristica colorazione argentata ha reso la specie utile per tracciare sentieri durante le passeggiate notturne. Le squame sono di colore marrone scuro e sono spesso contorte e lucide. I rizomi sono raramente prostrati, solitamente eretti, e formano un tronco legnoso alto fino a 12 m, avente un diametro tra 16 e 45 cm.

## Distribuzione e habitat

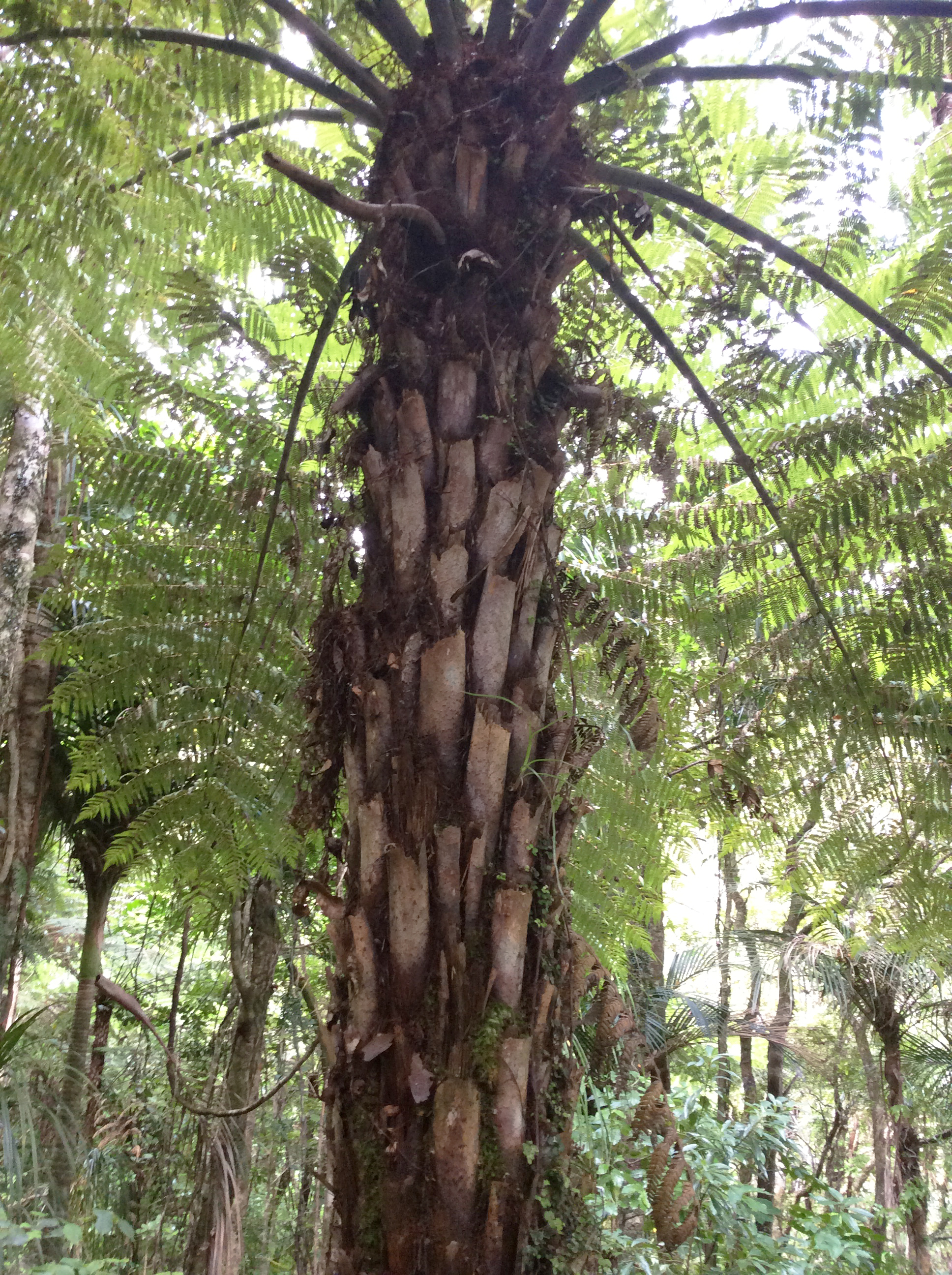
Fusto di A. tricolor

Arrivata relativamente tardi nella storia della Nuova Zelanda durante l'epoca del Pliocene (circa 5,0-1,8 milioni di anni fa), la felce argentata è presente sulle isole principali della Nuova Zelanda, sebbene assente dalle regioni occidentali e meridionali dell'Isola del Sud, e dalle isole Chatham a est. Il suo habitat principale è costituito dalle aree sottostanti le foreste più secche e dalla macchia aperta, anche se occasionalmente la si può trovare ai margini della boscaglia e in aree più aperte, ed è stata segnalata tra i giunchi in una depressione dunale.
È noto che la felce cresce bene in humus ben drenato e, una volta stabilizzata, tollera condizioni più secche. Cresce meglio se riparata dai venti e deve essere protetta dal gelo.

## Cultura
Il primo utilizzo della felce argentata come emblema ufficiale fu da parte dell'esercito neozelandese durante la seconda guerra boera. Da allora, la felce argentata è stata utilizzata dalla New Zealand Expeditionary Force durante entrambe le guerre mondiali, e tutte le tombe di guerra del Commonwealth dei soldati neozelandesi caduti hanno la felce argentata incisa sulle loro lapidi. Durante la crisi di Suez del 1956, gli egiziani si opposero al fatto che le forze di peacekeeping neozelandesi e canadesi avessero la bandiera del Regno Unito sulle loro uniformi. Le truppe canadesi indossarono quindi la foglia d'acero, mentre il contingente neozelandese indossò il simbolo della felce argentata. Da allora, le forze di peacekeeping neozelandesi hanno utilizzato sia il simbolo della felce argentata che quello del kiwi in diverse missioni, per distinguersi dalle loro controparti australiane e britanniche.
Inoltre, diverse unità dell'esercito britannico indossano la felce argentata, solitamente come onore di battaglia concesso per aver prestato servizio nelle truppe neozelandesi.
La felce argentata è un logo per molte altre organizzazioni, come l'operatore ferroviario KiwiRail.
Le fronde di felce argentata compaiono sullo stemma della Nuova Zelanda. Alcune bandiere alternative della Nuova Zelanda, come la bandiera della felce argentata, utilizzano la felce. La proposta ufficiale del referendum sulla bandiera neozelandese del 2016 presentava la felce argentata. La felce argentata è anche ampiamente utilizzata in politica e nel materiale stampato, come nel logo del Partito Laburista della Nuova Zelanda.
Il simbolo koru trae ispirazione dalla forma di una foglia di felce argentata che si srotola. Si trova ampiamente nell'arte māori, dall'intaglio alla bandiera ufficiale Māori, ed è utilizzato in forma stilizzata come logo per la compagnia aerea nazionale Air New Zealand. La sua forma circolare trasmette l'idea di movimento perpetuo, e la sua spirale interna suggerisce un ritorno al punto di origine.

In breve, la felce è diventata uno dei simboli più ampiamente riconosciuti della Nuova Zelanda, accanto al kiwi, anche se non è un simbolo nazionale ufficiale.

La proposta di bandiera con la felce argentata respinta dal referendum sulla bandiera del 2016
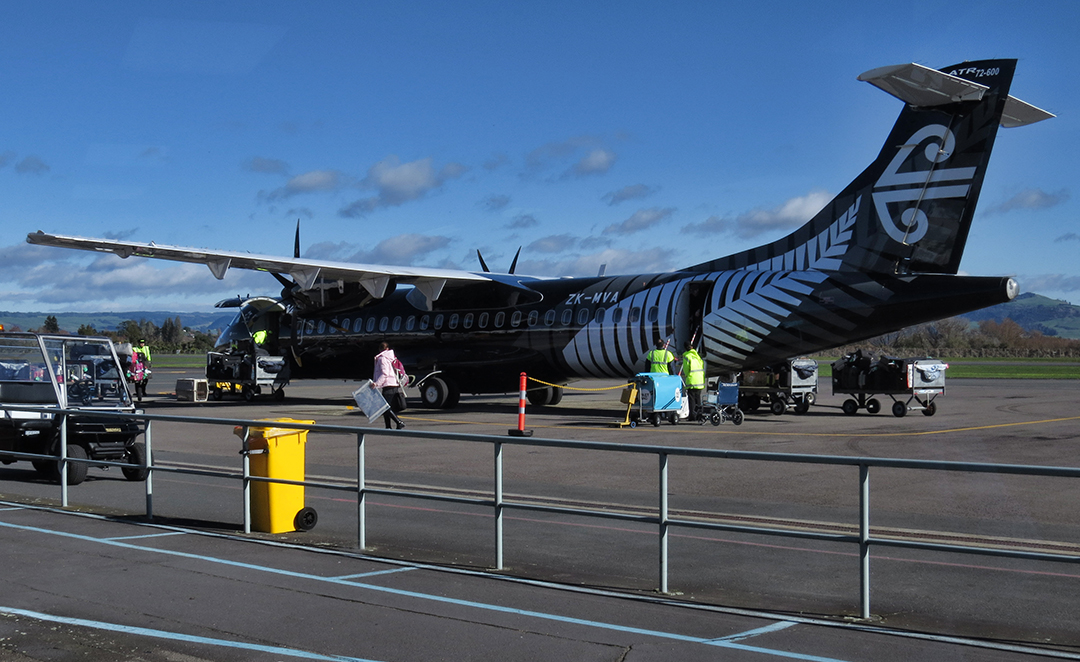
Un ATR 72-600 della Air New Zealand con un koru stilizzato sulla coda e dipinto in una livrea completamente nera con una felce argentata sulla fusoliera
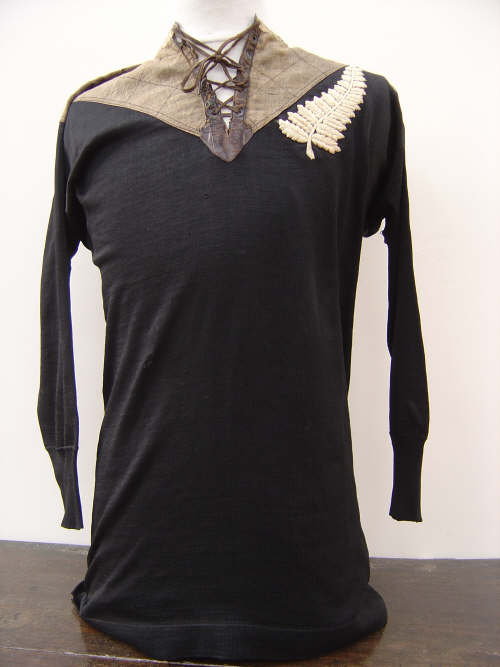
Una maglia degli All Blacks del 1905, raffigurante una felce argentata

La felce argentata è utilizzata come simbolo dalle squadre sportive nazionali della Nuova Zelanda, in varie forme stilizzate, da quando è stata indossata per la prima volta dai giocatori della squadra di calcio dei nativi neozelandesi del 1888-89 che fece un tour in Gran Bretagna.
Le squadre sportive nazionali che utilizzano la felce argentata includono:
- All Blacks (rugby)
- Silver Ferns (netball)
- All Whites (calcio)
- Tall Blacks (basketball)
- White Ferns (cricket femminile)
- Black Caps (cricket)
- Black Ferns (rugby femminile)
- Black Sticks Men & Black Sticks Women (hockey)
- Team New Zealand (vela)
- Iron Blacks (football americano)

La felce argentata è anche ampiamente utilizzata come parte dei simboli ufficiali delle squadre olimpiche della Nuova Zelanda.